# Klosstjärnen (Bjuråkers socken, Hälsingland)
Klosstjärnen är en sjö i Hudiksvalls kommun i Hälsingland och ingår i Delångersåns huvudavrinningsområde. Sjön är 9 meter djup, har en yta på 0,012 kvadratkilometer och är belägen 212 meter över havet.